# 11109 Іватесан
11109 Іватесан (11109 Iwatesan) — астероїд головного поясу, відкритий 27 жовтня 1995 року.
Тіссеранів параметр щодо Юпітера — 3,293.